# Pachyphytum compactum
Pachyphytum compactum ist eine Pflanzenart aus der Gattung der Pachyphytum in der Familie der Dickblattgewächse (Crassulaceae).

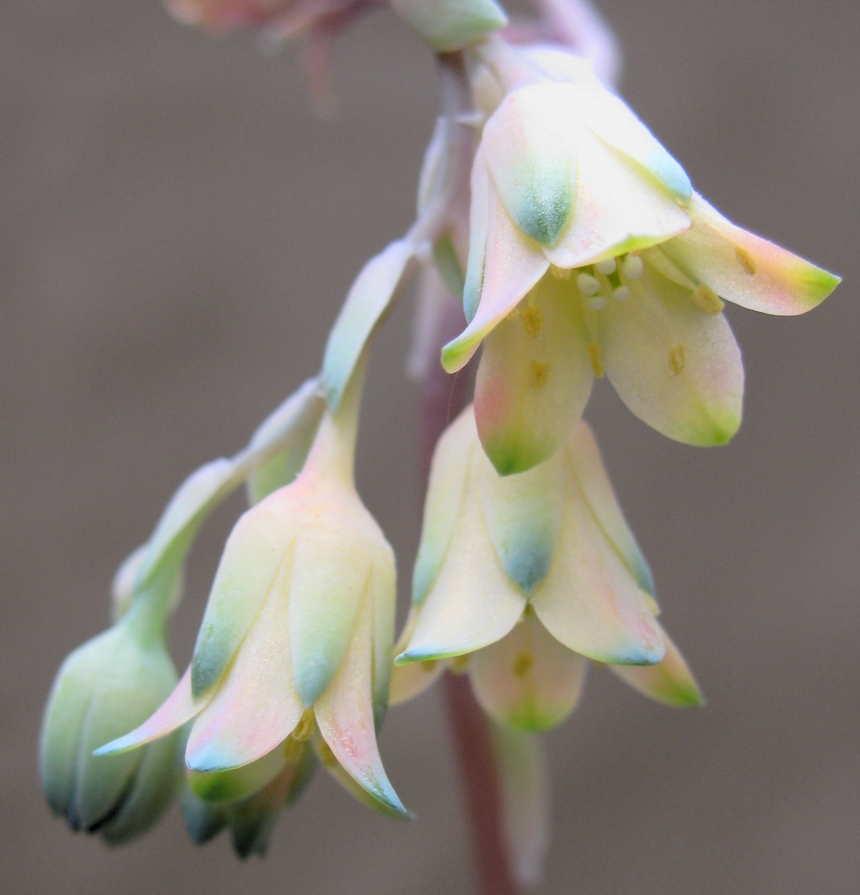
Blütenstand

## Beschreibung
Pachyphytum compactum ist eine immergrüne, ausdauernde, sukkulente Pflanze. Mit ihren unverwechselbar gemusterten dicken und bereiften Blättern, die eine mattgrüne Farbe haben und manchmal purpur behaucht sind, hat sie eine charakteristische Erscheinung. Das Muster der Blätter ergibt sich aus den Abdruckflächen benachbarter Blätter und unterscheidet Pachyphytum compactum von allen anderen Arten der Gattung. Die Pflanze verzweigt sich oft am Grunde und wird hängend bis zu 40 cm lang.
Die Blütenstandsschäfte werden in den Blattachseln gebildet und benötigen etwa acht Wochen vom Erscheinen bis zum Öffnen der ersten Blüte. Die radiärsymmetrischen, fünfzähligen Blüten sind rötlich mit dunklen Spitzen; sie hängen, wie viele von Kolibris bestäubte Blüten, abwärts und erscheinen zwischen Februar und Juli.

## Verbreitung
Pachyphytum compactum kommt natürlich in den mexikanischen Bundesstaaten Hidalgo und Querétaro vor, vorwiegend auf schattigen Felsklippen in Höhenlagen von etwa 2000 Metern. Hans Werner Fittkau berichtet 1963 von einem Fundort am Cerro Mexicano, nordwestlich von Colón, Querétaro. Dies ist gleichzeitig der einzige bisher bekanntgewordene Ort, an dem zwei Arten von Pachyphytum nebeneinander wachsen, nämlich Pachyphytum compactum und Pachyphytum viride. Dort ist auch eine Hybridpflanze beider Arten zu finden.

## Systematik
Die Erstbeschreibung von Joseph Nelson Rose wurde anhand einer in Washington blühenden Pflanze, die von Carl Albert Purpus in Ixmiquilpan, Hidalgo, Mexiko gesammelt wurde, im Jahr 1911 veröffentlicht. 1991 veröffentlichte Reid Venable Moran einen ausführlichen Artikel. Charles H. Uhl berichtet von einer Basis-Chromosomenzahl von n = 31.